# The Elder Scrolls
The Elder Scrolls (často zkráceno na TES) je série počítačových fantasy RPG her vyvíjená společností Bethesda Game Studios a publikována společnosti Bethesda Softworks.
Všechny hry této série jsou zasazeny do světa vytvořeného s velkým důrazem na autentičnost. Svět tedy má svůj kalendář, písmo, historii, mytologii, kulturu a mnoho dalších aspektů. Autentičnost tohoto světa a značná volnost při hraní je mnohými pokládána za významnou devízu celé série.
Hráči začínají s postavou podle svých představ, procházejí světem, a nejsou nuceni hrát přesně podle scénáře příběhu. Mohou plnit různé vedlejší úkoly, přidávat se k rozličným cechům, vyrábět lektvary, nebo se například jen toulat po krajině.
Svět sám o sobě většinou zobrazuje kontinent Tamriel, který leží na planetě Nirn, nebo jednu z jeho provincií, případně část jedné provincie.

## Tituly
| 1994      | I: Arena                |
| 1995      |                         |
| 1996      | II: Daggerfall          |
| 1997      | Battlespire             |
| 1998      | Adventures: Redguard    |
| 1999–2001 |                         |
| 2002      | III: Morrowind          |
| 2002      | III: Tribunal           |
| 2003      | III: Bloodmoon          |
| 2003      | Travels: Stormhold      |
| 2004      | Travels: Dawnstar       |
| 2004      | Travels: Shadowkey      |
| 2005      |                         |
| 2006      | IV: Oblivion            |
| 2006      | Travels: Oblivion       |
| 2006      | IV: Knights of the Nine |
| 2007      | IV: Shivering Isles     |
| 2008–2010 |                         |
| 2011      | V: Skyrim               |
| 2012      | V: Dawnguard            |
| 2012      | V: Hearthfire           |
| 2012      | V: Dragonborn           |
| 2013      |                         |
| 2014      | Online                  |
| 2015      |                         |
| 2016      | V: Special Edition      |
| 2017      | Legends                 |
| 2017      | V VR                    |
| 2017      | Online Morrowind        |
| 2018      | Online Summerset        |
| 2019      | Online Elsweyr          |
| 2020      | Blades                  |
| 2020      | Online Greymoor         |
| 2021      | Online Blackwood        |
| 2021      | V Anniversary           |
| 2022      | Online High Isle        |
| 2023      | Online Necrom           |
| 2024      | Online Gold Road        |
| 2024      | Castles                 |
| 2025      | IV: Oblivion Remastered |
| TBA       | VI                      |

### PředThe Elder Scrolls
Před vývojem série The Elder Scrolls se Bethesda věnovala převážně tvorbě sportovních a akčních her. Za šest let od svého založení do vydání prvního dílu série, Arena, v roce 1994 vydala Bethesda deset her. Mezi nimi bylo šest sportovních titulů, např. Hockey League Simulator, NCAA Basketball: Road to the Final Four ('91/'92 Edition) a Wayne Gretzky Hockey, a zbývající čtyři byli adaptacemi jiných médií, a to především franšízy Terminátor. Dosavadní směřování společnosti se prudce změnilo, když začala pracovat na své první akční hře na hrdiny. Designér Ted Peterson uvedl: „Vzpomínám si, jak jsem mluvil s kluky ze Sir-Tech u, kteří v té době dělali na Wizardry VII: Crusaders of the Dark Savant, a oni se nám doslova vysmívali, že si myslíme, že bychom to mohli udělat.“ Ted Peterson byl spolu s Vijayem Lakshmanem jedním z původních designérů „gladiátorské hry ve středověkém stylu“, jež byla představena pod názvem Arena.

### Hlavní tituly
1. The Elder Scrolls: Arena (1994)
2. The Elder Scrolls II: Daggerfall (1996)
3. The Elder Scrolls III: Morrowind (2002)
4. The Elder Scrolls IV: Oblivion (2006)
  - The Elder Scrolls IV: Oblivion Remastered (2025)
5. The Elder Scrolls V: Skyrim (2011)
6. The Elder Scrolls VI

### Rozšíření a další hry
1. An Elder Scrolls Legend: Battlespire (1997
2. The Elder Scrolls Adventures: Redguard (1998)
3. The Elder Scrolls III: Tribunal (2002)
4. The Elder Scrolls Travels: Stormhold (2003)
5. The Elder Scrolls III: Bloodmoon (2003)
6. The Elder Scrolls Travels: Dawnstar (2004)
7. The Elder Scrolls Travels: Shadowkey (2004)
8. The Elder Scrolls IV: Knights of the Nine (2006)
9. The Elder Scrolls IV: Shivering Isles (2007)
10. The Elder Scrolls V: Skyrim – Dawnguard (2012
11. The Elder Scrolls V: Skyrim – Hearthfire (2012)
12. The Elder Scrolls V: Skyrim – Dragonborn (2012)
13. The Elder Scrolls Online (2015)
14. The Elder Scrolls: Legends (2017)
15. The Elder Scrolls: Blades (2020)
16. The Elder Scrolls: Castles (2023)

## Zasazení

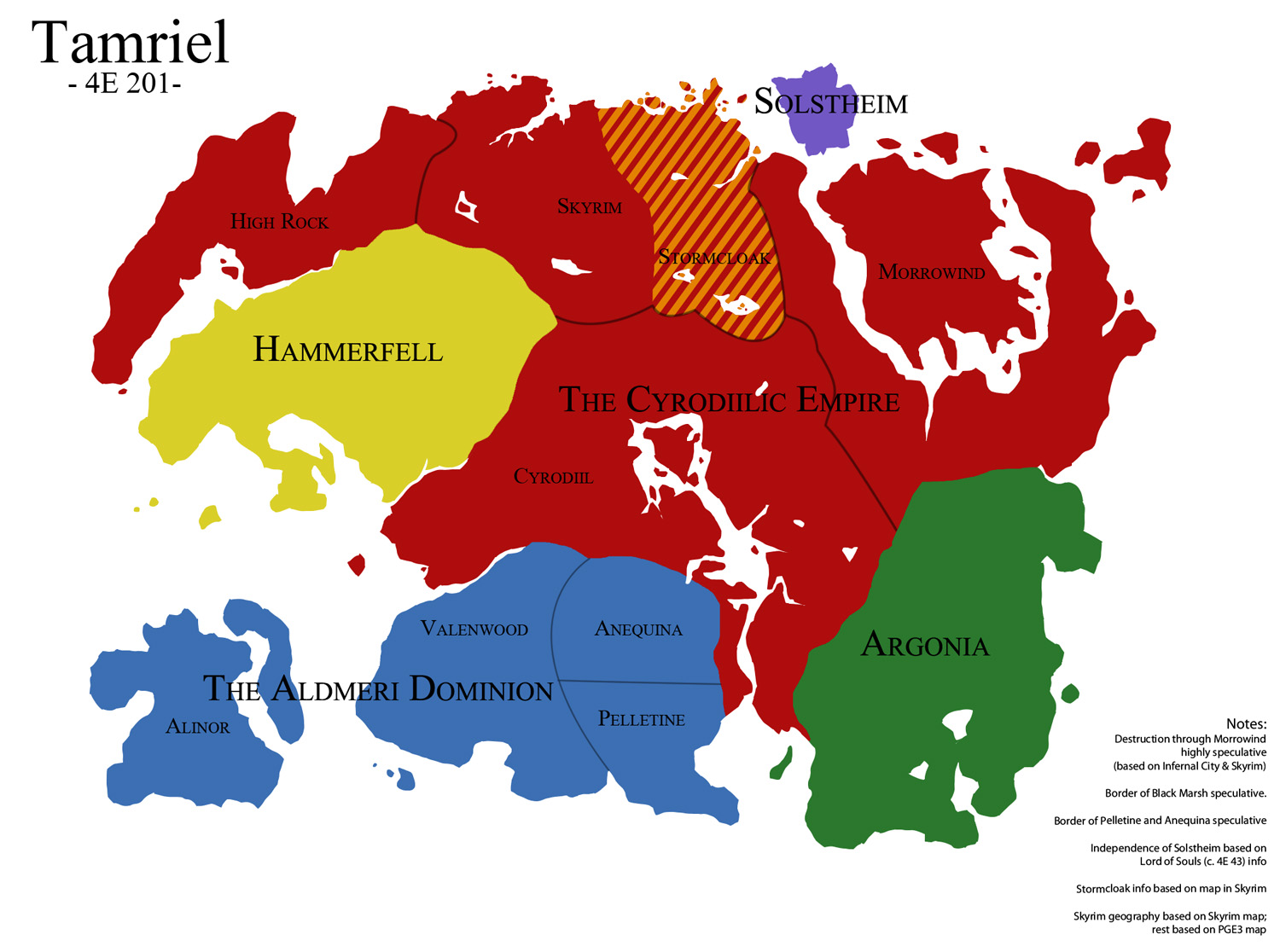
Mapa Tamrielu z roku 201 v období Čtvrté éry (začátek hry Skyrim)

Hry ze série The Elder Scrolls se odehrávají především na kontinentu Tamriel, který se nachází na planetě Nirn. Výjimkou je hra An Elder Scrolls Legend: Battlespire, jež se celá odehrává v jiné dimenzi; části The Elder Scrolls IV: Oblivion a celé jeho rozšíření Shivering Isles, které se odehrávají v Oblivionu; úkoly v Oblivionu z rozšíření Dawnguard a Dragonborn ke hře The Elder Scrolls V: Skyrim; a další úkoly v Oblivionu z titulu The Elder Scrolls Online. Kromě Tamrielu existují na Nirnu i další kontinenty, například Akavir, Yokuda a Atmora, ale obyvatelé Tamrielu s nimi nemají téměř žádný kontakt, a proto o nich nemají mnoho ověřitelných informací.

## Tamriel

### Historie
Dějiny Tamrielu se dělí na několik ér (neboli věků); jsou to:
- Éra úsvitu
  - Zrod času samotného.
- Merethic Era
  - Zrod Času, planety Nirn, Et'Ada a všech ras.
- První éra
  - Toto dlouhé období je většinou značeno posunutím moci od Elfů k lidem a zrozením několika z nejsilnějších náboženství v zemi. V srdci Tamrielu se dozvídáme o vzdorující lidské rase, která se snažila vymanit z otroctví svých Aileydských vládců a o jejich následné vyhnání ze země. V severovýchodní části kontinentu se objevuje legenda o Lorkhanově srdci, které lákalo mnoho smrtelníků (od Dwemerů až po Chimer a lidi), neboť to bylo srdce bohů. Honba za tímto artefaktem způsobila strašnou válku a zánik rasy Dwemerů.
- Druhá éra
  - Druhá éra začíná poté, co Akavirský potentát zavraždil posledního nástupce z rodu Cyrodiilů. V této době se také zrodily dvě z nejmocnějších Tamrielských uskupení: Cech mágů (Mages guild) a Temné bratrstvo (Dark Brotherhood). Tyto cechy zaznamenaly v této době svůj největší rozkvět. Tato éra končí společně s Tiberem Septimem, který nosil Dwemerský artefakt zvaný Numidium, s jehož pomocí konečně sjednotil národy Tamrielu.
- Třetí éra
  - Třetí éru někteří popisují jako období dlouhé vlády dynastie Septimů. Ve skutečnosti se během vlády dlouhověkého rodu Septimů císařství málem rozpadlo. Mezi nejvýznamnější události tohoto věku patří "Válka červeného diamantu", občanská válka kvůli nástupnictví a následné dlouhé dekádě vlády proradného Jagara Tharna. Dále se toto období vyznačuje znovuzrozením Nerevara Indorila, jednoho z největších chimerských generálů, stejně jako znovuobjevení Numidia a následným druhým "Dračím zlomem" (Dragon Break).
- Čtvrtá éra
  - Na konci Třetí éry je císař Uriel Septim VII. zavražděn spolu se všemi svými nástupci, kromě jeho nemanželského syna Martina. Ten žil jako kněz ve městě jménem Kvatch. Ještě před tím, než byl Uriel Septim VII. zavražděn, jakýsi neznámý vězeň pomohl jeho strážím v posledním zoufalém souboji se zabijáky. Ten samý vězeň pak zachránil Martina z trosek města Kvatch. Tento vězeň mnohokrát po sobě zachránil Tamriel před vpádem Daeder uzavřením bran Oblivionu (Zapomnění). Tento vězeň vešel ve známost jako Hrdina z Kvatche (Hero of Kvatch), Zachránce Brumy (Savior of Bruma) a Cyrodiilský ochránce (Champion of Cyrodiil). Ten samý vězeň byl také svědkem Martinova "konečného sebeobětování" (ultimate self-sacrifice) a konce události známé jako vpád Zapomnění (Oblivion crisis). Tím začíná čtvrtá éra. Po vpádu Zapomnění se říše ještě dlouho vzpamatovává, přičemž ztrácí vládu v Černém močálu (Black Marsh). Zároveň vybuchuje Rudá hora(Red mountain) na ostrově Vvardefell a obyvatelé Morrowindu jsou nuceni odejít. Oslabení využije Thalmor(politická a vojenská skupina z Letních ostrovů) a způsobuje politický převrat na Letních ostrovech (Sumerset Isles), které jsou přejmenovány na Alinor a izolovány od říše. Později způsobí Thalmor politický převrat také ve Valenském lese(Vallenwood) a v Elsewyru. Tak vzniká Aldmerský spolek, jenž se později s říší střetne ve Velké válce.

### Obyvatelé
Rasy obývající Tamriel jsou Imperiálové, Redguardi, Bretoni, Nordové, Khajiitové, Argoniané, Elfové (Merové): Dunmeři (Temní Elfové), Altmeři (Vznešení elfové), Bosmeři (Lesní Elfové), Aldmeři, Aleydové, Chimeři, Dwemeři, Falmerové, Maormerové a Orsimerové.

### Geografie
- Cyrodiil – Provincie ve středu Tamrielu, obývána Imperiály
- Hammerfell – Provincie obývána Redgurady
- High Rock – Provincie obývána Bretony
- Skyrim – Provincie obývána Nordy
- Morrowind – Provincie obývána Dunmery (Temnými Elfy)
- Summerset Isles – Provincie obývána Altmery (Vznešenými Elfy)
- Valenwood – Provincie obývána Bosmery (Lesními Elfy) společně s rasou Imga
- Elsweyr – Provincie obývána Khajiity
- Black Marsh – Provincie obývána Argoniany

#### Cyrodiil
V této provincii se odehrává čtvrtý díl této herní série. Cyrodiil sousedí na jihu s Valenwoodem a Elsweyrem, na severozápadě s provincií Hammerfell, na severu se Skyrimem a na východě s Morrowindem, v němž se odehrává třetí díl této herní série, a s provincií Black Marsh na jihovýchodě.

##### Města
Ve středu provincie je situováno Císařské město (Imperial City), které je centrem císařské moci, a proto bývá někdy celý Cyrodiil označován prostě jen jako Císařská provincie. Město bylo postaveno na velkém ostrově uprostřed jezera Rumare, je značně rozsáhlé a člení se do čtvrtí Elfí zahrady, Aréna, Tržiště, Arboretum (park), Chrámová čtvrť, Náměstí Talose, Vězení, Magická univerzita, Nábřeží a Císařská promenáda.
Jižně od Císařského města leží Bravil. Na začátku první éry to bylo slavné město se znakem jelena, ale nyní jeho sláva značně pobledla a většina lidí ho nazývá stokou Cyrodiilu.
Jižně od Bravilu najdeme Leyawiin, velké město se znakem bílého koně ve znaku. Leží téměř na hranicích s Elsweyrem a Černými mokřinami (Black Marsh), takže jeho převážnou část obyvatel tvoří Argoniané a Khajiitové.
Severně od Císařského města leží Bruma, ve znaku má černého orla. Leží vysoko v Jerallských horách u hranic s provincií Skyrim, takže je domovem mnoha seveřanů a kultura i stavební styl Brumy je velmi ovlivněn právě seveřany.
Východně od Císařského města se u hranic s provincií Morrowind rozkládá Cheyadinhall. Město je ovlivněno – stejně jako Bruma seveřany – Nordy a Dunmery. Najdeme zde značné množství vrb a rybníčků. Městský znak se honosí zelenou stuhou spletenou do složitého ornamentu.
Na západ od Císařského města narazíme na Chorrol se znakem bílého stromu. Najdeme zde hlavní sídlo cechu bojovníků.
Na jihozápad od Císařského města leží Skingrad. Je známý jako oblast pastevců, ale hlavně vinařů. Ve znaku má rudý měsíc.
Západně od Skingradu narazíme na Kvatch. Město má ve znaku vlčí hlavu a proslulo tím, že jako jediné z Cyrodiilských měst, kromě Císařského města, mělo svou vlastní arénu. Město však bylo zničeno.
Západně od Kvatche najdeme Anvil, známé a významné přístavní město. Ve znaku má zvláštní oranžovo-černé znaky.
Mezi těmito městy se táhnou cesty značené jednoduše barvami: žlutá, zelená, červená, oranžová, modrá, zlatá a stříbrná. Kolem jezera Rumare cestují poutníci po červené kruhové cestě.

##### Krajina
Ve středu Cyrodiilu se rozkládá jezero Rumare, z něhož vytéká řeka Horní Niben. Ta se poté vlévá do Nibenské zátoky a pokračuje do Topalského zálivu u Leyawiinu, už jako řeka Dolní Niben. Vlévá se do ní řeka Panther, řeka Stříbrných ryb a řeka Corbele. Na východní straně Dolní Niben leží Temný hvozd, velká bažinatá oblast. Řeka Panther protéká Nibenayským údolím, což je nádherná zalesněná oblast. Na východ od řeky Stříbrných ryb najdeme jezero Canalus. Oblast s tímto jezerem se nazývá Nibenayská kotlina. Hranice s Morrowindem značí pás Valuských hor. Nad městem Cheyadinhall narazíme na jezero Arrius. Bruma leží v celoročně zasněžených horách Jeral. Oblast mezi Cheyadinhallem a Brumou se nazývá Středozemí. Chorrol leží v Colovianské vysočině a mezi ním a Císařským městem se rozkládá Velký les, hustě zalesněná oblast. Na západ od něj je Císařská rezervace. Mezi Bravilem a Skingradem se táhne oblast Západní pahorkatina. Kolem Kvatche a Anvilu najdeme Zlaté pobřeží, u města Anvil se dostaneme k Abeceanskému moři.
V celém Cyrodiilu můžeme nalézt četné osady a vesnice, ruiny tvrzí a Ayleidských pevností, které tu zbyly po středozemních elfech. Výjimkou nejsou ani desítky jeskyní a opuštěných dolů. Hodně banditů dává přednost otevřené krajině a žije v různých táborech roztroušených po celé zemi. Na nejrůznějších (a obvykle i dobře ukrytých místech) se dají nalézt runové kameny znamení a Daedrické svatyně, kde se uctívají daedry. Naproti tomu jsou zde i desítky oltářů Devítky, kde se mohou lidé pomodlit a hledat útěchu bohů.

##### Obyvatelstvo
Od Prvního věku je Cyrodiil domovem rasy Císařských čili tzv. Imperiálů. Předtím zde sídlili Ayleidé, neboli středozemní elfové. Provincie má však kosmopolitní ráz a je možné tu potkat přistěhovalce všech ras z celého Tamrielu, zejména v údolí řeky Niben. Často zde dochází ke střetům znepřátelených Khajiitů a Argoniánců. Podstatnou část obyvatelů severní Brumy tvoří Seveřané. Elfové jsou rozptýleni po celé provincii.

#### Hammerfell
Hammerfell je provincie převážně pouštního až stepního charakteru. Žijí zde Redguardi, lidé s tmavou pletí, dobří válečníci a námořníci.

#### Valenwood
Valenwood je hustě zalesněná provincie, žijí zde Bosmeři (Lesní elfové) a opičí rasa Imga. Na severu, na jihu i ve středu bývají velká vedra. Nejvyšší teploty jsou mírně jižně od středu, nejnižší pak na severu směrem k Cyrodiilu.
Vyskytují se tu obrovští ptáci a ptačí forma teriantropie.

#### Skyrim
Skyrim představuje nejseverněji položenou oblast Tamrielu, na jihu se nachází zasněžené vrcholky hor, nížiny jsou však zelené a úrodné. Žijí tu Nordové a žili tu Falmeři, sněžní elfové a ještě před tím zde žili starobylí Dwemeři s jejich ruinami, které nyní obývají Falmeři se můžete setkat v severních částech Skyrimu. Nachází se zde i nejvyšší hora celého Tamrielu. Ve Skyrimu se odehrává zatím poslední díl (5.) této série.

##### Državy a města
Skyrim je rozdělen na devět držav, tedy oblastí, které mají samostatnou správu. Pokud je někdo hledaný v jedné državě, v další být hledaný vůbec nemusí. Každé državě vladné jarl, který určuje zákony a také třeba to, na čí straně bude država v občanské válce. Nejmenší, ale nejmocnější državou je Haafingar, kde se zároveň nachází hlavní město Skyrimu Samota. Zde sídlí velekrál Skyrimu a je zde sídlo císaře při návštěvě provincie. Také zde sídlí Cisařská legie, oděvnický obchod, nebo bardská univerzita. V okolí jsou největší přístavy a sklady Skyrimu a také malá vesnička jménem Dračí Most, pojmenovaná podle mohutného mostu přes řeku Karth. Haafingar je sídlem říše ve Skyrimu, proto zde také najdeme Thalmorské velvyslanectví, která se nachází na sever od Samoty. V Samotě si můžete koupit obrovský dům. Na jihozápadě sousedí Haafingar s Vysokoskalím, další provincií Tamrielu. Z toho tedy lze usoudit, je umístěna na severozápadě Skyrimu.
Jižně od Haafingaru se nachází další država a to Pláně. Jejím hlavním městem je Markarth, architektonicky velice zajímavé město doslova zasazené do hor. Žili zde Dwemeři, což je na městu velice znát, neboť jejich pradávná a tajemná architektura a technika je ve městě na každém kroku. Nachází se zde i Dwemerské muzeum. Jinak je ve městě hodně dělníků, což naznačuje přítomnost velkých dolů. Pláně jsou jinak územím speciální skupiny bojovníků, říkajících si Zapřísáhlí. Jejich území jim bylo oficiálně zabráno, ale i tak se jich v okolí Markarthu nachází velká spousta a plánují znovuobsazení svého města. Nedaleko hlavního města, poblíž dolního toku řeky Karth, je malé horské městečko Karthwasten. I v Markarthu se dá koupit dům, s né zrovna pohodlnou, kamennou postelí. Rozlehlá država sousedí na západě s Vysokoskalím a na jihu s Hammerfellem.
Východně od Plání se nachází jižní država Falkreathská država, pojmenovaná podle hlavního města Falkreath. Město patří k těm menším a nenajdete zde nic, než hospodu, kovárnu, vetešnictví a pilu. Kousek od města se ale nachází velmi zajímavá věc a to vchod do skrýše Temného bratrstva, tedy společenství nájemných zabijáků. Až na tento detail je Falkreath poměrně klidné místo. V datadisku Hearthfire si můžete koupit pozemek na stavbu domu právě tady. Zajímavým místem v okolí jsou hlavně místní roztáhlé lesy a veliké Ilinaltino jezero, jedno ze dvou největších ve Skyrimu. Kdysi zde bývala malá vesnička Helgen, tu ale svým ohněm spálil do základů drak Alduin. Navíc se zde potulují bandité a není to bezpečné místo na procházku. Na jihozápadě sousedí država s Hammerfellem a na jihozápadě s Cyrodiilem.
Jihovýchodní država se nazývá Průrva. Hlavním městem je zde Riften, přezdívaný město zlodějů, protože ve zdejších podzemních chodbách se nachází sídlo Cechu zlodějů, jedné z největších zločineckých organizací Skyrimu. Město mívá po většinu doby pochmurné, podzimní počasí a podnebí. Jde zde pěkné, obrovské jezero Honrich., na které máte výhled z domu, který si můžete v Riftenu koupit. Po Trevově řece se můžete z Riftenu dostat až do Ivarova dvoru, k jezeru Geir. Odsud se můžete pustit na cestu k nejvyšší hoře Tamrielu, Jícnu světa, kde sídlí Šedovousí. V Průrvě se potuluje hodně medvědů, na které je třeba dát si velký pozor. Na jihu sousedí s Cyrodiilem, na východě s Morrowindem.
Při cestě dál podle Černobrodské řeky se dostaneme do Východní Marky, což je další država. Ta je způli ve věčně zasněžené oblasti, ve které se nachází i její hlavní město Větrný Žleb. Zde je sídlo vzbouřenecké organizace Bouřné hávy, které se nelíbí propojení Ríše s Thalmorem, které vyvrcholilo v zákaz uctívání nordského boha Talose. V okolí se dá najít velké množství hor a také Yorgrimovo jezero. Jinak je Východní Marka tvořená zvláštní oblastí mezi Riftenem Větrným Žlebem. Na dlouhé, rozlehlé planině se dá najít snad vše. Na východě sousedí s Morrowindem.
Cestou dál na sever se dostaneme až do nejsevernějších oblastí Skyrimu, do oblastí kolem Moře přízraků. Na východě je to država Ledohrad, pojmenovaná podle hlavního města Ledohrad. To bylo dříve hlavním městem celého Skyrimu, velké město však jednou postihla pohroma. Je zde Ledohradská Univerzita i když její sláva není, co to bývalo. Celá država je neustále zasněžená, severně od Ledohradu se dá dostat až na drsné ostrovy v Moři Přízraků, nebezpečné místo plné ledních vlků, ledních medvědů a dalších šelem. Výjimkou nejsou ani nebezpečně ledové přízraky.
Na západ od Ledohradu máme Kotlinu, jejímž hlavním městem je Jitřenka. Kotlina zasahuje až do nížinové oblasti uprostřed Skyrimu, ale většina území se nachází na severu, včetně Jitřenky. Je to nejsevernější město ve Skyrimu, jen pár kroků od Moře Přízraků, na kterém v podstatě leží a má na něm "přístav".
Mezi Kotlinou a Haafingarem leží Hjaalmarka se svým hlavním městem Morthalem. Tato država se vyznačuje hlavně svými prameny a malými jezírky, na kterých prakticky leží celý Morthal. Država je na pomezí sněžné a teplejší části Skyrimu, proto je tu obvykle nehostinné počasí. Na severu Hjalmarku omývá Moře Přízraků.
Jedinou vnitroprovinční državou Skyrimu je Država Bílý Průsmyk. Ta je stejně jako hlavní město Bílý Průsmyk pojmenovaná podle Bílé řeky, největší řeky Skyrimu, která propojuje Ilinalino jezero s Mořem Přízraků a vlévají se do ní i Yogramirova řeka (Yigramirovo jezero) a Černobrodská řeka (Jezero Geir). Svojí polohou je v samotném středu provincie, uprostřed velice úrodné nížinové oblasti a celá država je největším územím Skyrimu. V blízkém okolí Bílého Průsmyku se z toho důvodu nachází hodně zemědělských stavení a také Medovar. Sídlí zde také skupina bojovníku Družiníci. V této državě se nachází zemědělské město Rorikův Dvorec a také Vorařov, jediné město ležící přímo na Bílé řece

#### Letní Ostrovy
Letní Ostrovy jsou ostrovy náležící k Tamrielu. Většina obyvatel jsou Altmerové (Vznešení elfové). Mají zářivě zlatou až temně měděnou barvu kůže, většinou mají zářivé lesklé oči. Jsou velmi vysocí a štíhlí, výborně ovládají všechny druhy magie, ta je však dokáže i velmi rychle zabít. Obecně jsou tedy na magii citlivější. Pokud jde o boj zblízka, mají největší nadání pro sečné zbraně, konkrétně katany.
V posledních dobách v ostatních provinciích kolují zvěsti, že obyvatelé ostrovů uctívají Daedry.

#### Black Marsh
Black Marsh je bažinatá a vlhká provincie, nacházející se na Tamrielu je to oblast ve které žijí Argoniané.

## Bohové
| Cyrodiil | Skyrim     | Summerset Isle | Valenwood  | Morrowind      | Hammerfell | High Rock | Elsweyr     |
| -------- | ---------- | -------------- | ---------- | -------------- | ---------- | --------- | ----------- |
| Akatosh  | Alduin     | Auri-El        | Auri-El    | Almalexia      | Satakal    | Akatosh   | Alkosh      |
| Dibella  | Dibella    | Trinimac       | Y'ffre     | Vivec          | Ruptga     | Magnus    | Riddle'Thar |
| Arkay    | Orkey      | Magnus         | Arkay      | Sotha Sil      | Tu'whacca  | Y'ffre    | Jone        |
| Zenithar | Tsun       | Syrabane       | Z'en       | Boethiah       | Zeht       | Dibella   | Jode        |
| Mara     | Mara       | Y'ffre         | Xarxes     | Mephala        | Morwha     | Arkay     | Mara        |
| Stendarr | Stuhn      | Xarxes         | Baan Dar   | Azura          | Tava       | Zenithar  | Stendarr    |
| Kynareth | Kyne       | Mara           | Mara       | Lorkhan        | Malooc     | Mara      | Lorkhan     |
| Julianos | Jhunal     | Stendarr       | Stendarr   | Nerevar        | Diagna     | Stendarr  | Rajhin      |
| Shezarr  | Shor       | Lorkhan        | Lorkhan    | Molag Bal      | Sep        | Kynareth  | Baan Dar    |
| Talos    | Ysmir      | Phynaster      | Herma-Mora | Malacath       | HoonDing   | Julianos  | Azura       |
| Morihaus | Herma-Mora |                | Jone       | Sheogorath     | Leki       | Sheor     | Sheogorath  |
| Reman    | Maloch     |                | Jode       | Mehrunes Dagon | Onsi       | Phynaster |             |

Další bohové: Hircine, Ius, Jephre, Malak, Masser, Secunda, deadričtí princové

## Rasy

### Altmeři
Vznešení elfové neboli Altmeři pochází z provincie Letní Ostrovy (ostrov Summerset) – souostroví jednoho velkého a jednoho menšího ostrova a několika malých ostrůvků. Provincie leží v západní části Tamrielu, přímo na západ od Valenwoodu. Hlavní město provincie je Alinor, další města jsou: Lillandir, Cloudrest, Firsthold, Skywatch, Shimmerene a Dusk. Podnebí Summersetu je subtropické, spíše vlhké než suché.
Altmeři (často bývají označováni jako Vznešení Elfové) se oprávněně považují za nejcivilizovanější rasu v Tamrielu. To se projevuje v běžném jazyce, umění, literatuře, vědě, užívání magie. To vše je v celém Tamrielu více či méně ovlivněno altmerskou kulturou. Samotní Altmeři jsou z fyziologického hlediska vysocí, se zlatavou kůží a typickýma elfíma ušima. Jsou na rozdíl od ostatních tamrielských ras fyzicky slabí a náchylní k jakékoliv magii (přestože ji dokážou dobře ovládat). Altmer sám o sobě je většinou arogantní a chová se povýšenecky. Běžný Altmer je většinou alespoň trochu zběhlý v magii, Altmer výše ve společenském žebříčku již musí celkem obstojně ovládat magii. Většina mocných mágů je právě z Altmerského rodu.

#### Historie
Vznešení Elfové (společně s Bosmery) jsou potomky dávné rasy Altmerů, kteří vládli během Merethické, první a části druhé éry vždy alespoň části Tamrielu (během druhé éry se již rozlišovali na Altmery a Bosmery). Jejich říši zcela dobyl Tiberius Septim (za pomoci artefaktu Numidia) na přelomu druhé a třetí éry. Chtě nechtě se museli podrobit nadvládě nového Tamrielského císařství. Nyní již (za nynější časový údaj se považuje konec hry Oblivion, tj. přelom třetí a čtvrté éry) počáteční nepokoje opadly a Summurset a Valenwood jsou celkem klidné části Tamrielu.

### Argoniané
Žijí v bažinaté provincii Černý Močál v Tamrielu. Jejich kůži pokrývají šupiny, mají velké oranžové oči a dlouhý ocas porostlý ostny (někdy mohou mít na ocasu i chrániče). Na rukou a chodidlech jim rostou drápy. Díky prostředí, ve kterém žijí, mají přirozenou odolnost vůči jedům a nemocem a dokáží dýchat pod vodou díky vývoji ve vodě. Argoniané umí skvěle odemykat zámky, což také přispívá k jejich zručnosti v "povoláních" jako např. zloděj či zabiják (obecně povolání založená na plížení a skrývání). Argoniané jsou přirozeně přátelští, ale ostatní rasy vůči nim chovají více či méně podložené předsudky, kvůli kterým se Argonianům reputace napravuje jen stěží. Získávání nových přátel je tedy stojí nemalé úsilí. V provinciích, kde ještě existuje otrokářství, jsou Argoniané společně s Khajiity zneužívání na otrockou práci nejčastěji.

### Bosmeři
Bosmeři, jinak též Lesní elfové (nebo také Lesní mízi), jsou drobní, mrštní a nenápadní. Mají velké nadání pro lukostřelbu a plížení, takže jsou skvělými zloději a dobrými zabijáky. Výhodou pro ně je i odolnost vůči nemocem. Umí komunikovat se zvířaty a přesvědčit je, aby jim pomohla. Žijí v provincii Valenský Les, zalesněné oblasti na jihu Tamrielu.

### Bretoni
Bretoni pocházejí ze Skalnatých výšin. Jsou rozenými mágy. Svou odolností na magii a zároveň zvýšeným množstvím magii, než ostatní rasy, vzbuzují v nepřátelích hrůzu. Ovládají všechny magické školy a jsou i zručnými alchymisty.

### Císařští
Císařští neboli Cyrodiilané pocházejí z prostřední provincie Cyrodiil. Jsou výtečnými obchodníky, řečníky a diplomaty. I velcí císařové Tamrielu (rod Septimů) jsou této rasy. Císařští jsou rovněž dobrými válečníky s mečem a v těžkém brnění. Jejich zvláštní schopností je Hlas císaře – mohou se pokusit přesvědčit ostatní, aby se přidali na jejich stranu.

### Nordové
Nordové jsou světlovlasí lidé obývající Skyrim, kteří jsou známí pro jejich úžasnou odolnost vůči chladu a dokonce i magickému mrazu. Jsou náruživými válečníky a pracují nejčastěji jako vojáci nebo žoldáci v celém Tamrielu. Touhou rozšířit své bojové umění za hranice tradičních metod ve Skyrimu vynikají v jakémkoliv způsobu válčení. Daří se jim v chladu, který jim připomíná jejich rodnou zemi zvanou Atmoru. Jsou známí jejich sousedy jako válečný lid. Nordové jsou také přirození mořeplavci a prosperovali z námořnického obchodu již od prvních migrací když pluli přes moře z Atmory. Často bývají posádkou a vedením obchodních flotil v mnoha oblastech a mohou být nalezeni ve všech přístavech celého Tamrielu.

### Daedra
Daedry nejsou démoni z náboženského hlediska. Obývají svůj vlastní svět Oblivion, neboli Zapomnění. Vládnou jim různí tzv. daedričtí princové a princezny. Uctívání daedrer je v některých Tamrielských zemích považováno za kacířství, proto jsou svatyně daeder tajné. Někteří Daedričtí princové či princezny ,jsou více zlé, jiné méně, proto v některých provinciích lze uctívat jenom nějaké.
Mezi Tamrielem a Zapomněním existuje magická bariéra, zdánlivě neprolomitelná. Kdysi dávno Tamriel obývali Ayleidé (středozemní elfové) a ti se vyžívali v přivolávání daeder a nemrtvých, čímž sužovali lidi. Tehdy byla bariéra skoro neznatelná. Lidé zoufale volali o pomoc a uslyšel je dračí bůh času Akatosh, který uzavřel dohodu s vůdkyní lidu Alessií. Dohoda zněla, že Akatosh vytvoří Amulet králů a ten bude nosit Alessia a její potomci jako znak moci a budou vládnout lidu Tamrielu. Druhá podmínka zněla, že Akatoshovi bude patřit víra lidí. Budou-li dodrženy obě podmínky, užije Akatosh svou božskou moc a nechá brány Zapomnění uzavřené. Když byl roku 433 třetí éry zavražděn císař Uriel Septim VII., byla porušena první podmínka a brány Zapomnění se otevřely. Byla obnovena, teprve když císařův syn Martin spojil svou krev s duchem Akatoshe a tím zavřel brány navždy.

### Dremory
Dremory jsou vlastně také sluhové daedrických pánů, konkrétně především Mehruna Dagona. Dremory jsou stavbou těla velmi podobní lidem, pomineme-li skutečnost, že některé mají rohy. Jsou to přemýšlející bytosti rozdělené do rodů a kast. Mají určité hodnosti a mohou povýšit nebo být naopak degradováni. Je těžké vydobýt si u nich respekt, ale pokud dremora něco slíbí, obvykle to dodrží. Přestože slovo "dremora" je rodu ženského, nikdo se nikdy prokazatelně nesetkal s dremorou ženského pohlaví (SPOILER: pozn. existuje, je umístěna v bráně Zapomnění v úkolu Rytíři trnu, ale další neexistuje). Běžné dremory jsou oblečené v dremořím brnění (mohou mít oblečenu i róbu, pod kterou nosí daedrické brnění) a bojují dremořími zbraněmi (oboje vypadá jako daedrické).
- Churla je něco jako dremoří lůza. Nikdo nestojí pod nimi a všichni jim mohou přikazovat. Nezastávají jiné funkce než elitní pěšáci v řadách armád Mehruna Dagona. Jsou to neobyčejně krutá stvoření k lidem i ostatní daedrám.
- Caitiff je voják teroru. Stojí nad churly a jsou nespolehliví, ale přesto horliví a ochotní.
- Kynval je voják zrozený v bitvách a také vůdce menších jednotek – např. u skupiny churlů a caitiffů. Je to poslední z "nízkých" dremor.
- Kynreeve je první z dremořích důstojníků. Je to voják v čele armád. Nemá slitování.
- Kynmarcher je správce daedrické citadely, pevnosti, nebo i brány otevřené do světa Tamrielu. Přikazuje svým vojskům, ale je také zodpovědný za své panství.
- Markynaz je vévoda. Markynazové zasedají v Radě lordů Mehruna Dagona.
- Valkynaz je princ a objevuje se v Tamrielu jen vzácně. Je to totiž osobní stráž samotného Mehruna Dagona a buď je na stráži nebo je vyslán na nějakou důležitou misi. Nenosí dremoří brnění, ale daedrické.
- Feydnaz jsou ti nejmocnější z mocných a ještě neobvyklejší než valkynazové. Jsou tak vzácní, že se o nich nic moc neví. Až na to, že není radno plést se jim do cesty. Stejně jako valkynazové nosí daedrické brnění.

### Dunmeři
Dunmeři přezdívaní Temní elfové pocházejí z nejvýchodnější části Tamrielu. Obývají provincii Morrowind, kterou tvoří pevninská část a velký ostrov Vvardenfall se sopkou zvanou Rudá hora. Dunmeři jsou elfové šedé kůže a rudých očí. Jsou to všestranně nadané osoby, které nepohrdnou magií, zbraněmi ani nenápadným plížením a vykrádáním kapes. Zastávají také všemožná povolání od pastevců přes obchodníky a kněze po vznešené vévody a hlavy bohatých a vlivných rodin. Dunmeři se dělí do velkých rodů Redoran, Hlaalu, Dres, Indoril a Telvanni. Je to hrdý národ s bohatou kulturou a historií. Uznávají otroctví a jejich víra patří třem falešným bohům Sotha Silovi, Almexii a Vivecovi známými jako Almsivi. Poté uznávají takzvané nižší svaté, kdysi žijící dunmery.
Dunmerové jsou nerozvinutou a zároveň vyspělou civilizací. V nekonečných pustinách a pastvinách žijí divoké kmeny Ashlenderů, jinde zase nalezneme velká města. V historii dunmerů jsou zlomovými okamžiky bitva o Rudou horu (kolem r. 668 prvního věku) a válka s Císařstvím v roce 2920 prvního věku (podrobně popsané v knihách z Elder Scrollu „2920“) a sjednocení Tamrielu na konci věku druhého. Jedním z nejznámějších Dunmerů je Pán Nerevar, který se účastnil bitvy o Rudou horu. Docela slavná je i královna Barenziah, o níž je (ve hrách The Elder Scrolls) sepsáno několik knih.
Na konci třetí ery dochází k erupci Rudé hory a zničení věčí části ostrova Vvardenfallu. Pevninckou část Morrowindu obsadily hordy Argonianů

### Imga
Imga je opičí rasa žijící v hustě zalesněné provincii Valenwood spolu s Bosmery (lesními elfy). Živí se banány, které rostou v jižních oblastech provincie. Vypadají jako hustě zarostlí lidé a také by se dali přirovnat spíše k opicím.
Považují se za velmi vznešenou rasu a snaží se vypadat podobně jako Altmeři. Proto si svou příliš hustou srst stříhají.

### Imperiálové
Tato civilizovaná rasa žije v provincii Cyrodiil. Mnozí se živí jako řečníci díky svým přirozeným řečnickým schopnostem. Často se propracují k šlechtickým titulům, ba dokonce k císařskému trůnu. Jsou velmi ceněni v tajné skupině jménem Čepele, která měla za úkol bránit císaře.
Považují se za čistou a dobro konající rasu. Skoro všichni Imperiálové chovají zášť vůči zvířecím rasám a elfům.

### Khajiitové
Khajiitové pocházejí z provincie Elsweyr. Jsou to kočkám podobní lidé (humanoidi).
Khajiitů je několik „poddruhů“. Podle pověsti Khajiiti vznikli díky ja-Kha'jay („Moonstrings,“ nebo také „Lunar Lattice“), jakési polobožské magii související s dvěma měsíci (bohy) Tamrielu; Masser a Secunda. To, jací Khajiiti v průběhu vznikali, záviselo na fázi obou měsíců. Khajiiti se zrodili, když Masser byl v úplňku a Secunda byla tenký srpek. První ze zástupců této rasy nebyli o moc inteligentnější než domácí kočky.
Když byl Masser v novu a Secunda v úplňku, tak se zrodili Ohmes, podobní Bosmerům, častokrát s potetovanými obličeji.
Když byl Masser v novu Secunda rostla, tak se zrodili Ohmes-raht, se světlou kůží chodící jako lidé, můžete se s nimi setkat v Daggerfallu.
Když byl Masser a Secunda v novu, vznikli Suthay(o něco menší než běžní Khajiiti). V době kdy oba měsíce ubývaly, zrodili se Suthay-raht. Většina Khajiitů, které můžete dnes potkat v Morrowindu.
Nakonec se tímto způsobem zrodilo téměř dvacet „poddruhů“. Dále to byli: Cathay, Cathay-raht (jaguáři), Tojay, Tojay-raht, Alfiq (Také nazývaní „housecat“), Alfiq-raht, Dagi, Dagi-raht, Senche (podobní Pahmar-raht, dosahovali výšky Altmerů, byli používáni některými jinými Khajiity jako koně), Senche-raht (Dvakrát vyšší než Altmeři a unesli padesátkrát více, byli také nazýváni „bojovými kočkami“), Pahmar (nazýváni také tygři), Pahmar-raht.
Khajiiti jsou vynikajícími zloději a bojovníky, dávají přednost boji beze zbraně. Výjimečně se někteří z nich učí i magii. Mají velkou slabost pro sladké, zejména pro moon sugar (tzv. cukřík). Někteří Khajiiti jsou vážně závislí na skumě, alkoholickém/drogovém nápoji vyráběného z cukříku. Khajiity stvořila Azurah.
Mnoho Khajiitů ve hře The Elder Scrolls III: Morrowind (zasazeného na ostrov Vvardenfell) jsou otroci. Tvoří také značnou část členů Thieves' Guild a někteří z nich jsou obchodníci. Z řečí, co se šíří v Oblivionu, nicméně vyplývá, že se otroctví postupně ruší.

### Orsimerové
Orsimerové jako jediná rasa, která nemá vlastní provincii, pocházejí z Wrothgainských hor a Hor dračího ocasu na východě Tamrielu. Mají zeleně zbarvenou kůži a dva spodní tesáky. Je to odolná a silná rasa, která vyniká zdatnými válečníky. Obecně vzato si však tato rasa příliš nerozumí s magií. Lidé berou orky (obecnější pojmenování Orsimerů) jako obyčejné barbary, a ti jim to svými zvyky a chováním většinou jen potvrzují. Co jim mohli bohové ubrat na intelektu, to přidali na síle, houževnatosti a zručnosti. Orkové totiž nejsou jen vynikajícími válečníky, ale také excelentními kováři a zbrojíři. Téměř u nich neexistují třídní rozdíly a uznávají respekt a rovnoprávnost mezi pohlavími. O jejich příchodu do Tamrielu se toho příliš neví. Někdo však tvrdí, že jsou to potomci goblinů, kteří se zde vyskytovali již na začátku věků.

### Redguardi
Redguardi jsou válečnická rasa. Mají do hněda zbarvenou pleť a tmavé vlasy, pocházejí z Hammerfellu. Mají schopnost Nával adrenalinu, která dočasně zvýší všechny jejich vlastnosti. Redguardi se doslova vyžívají v drtivých i sečných zbraních a v těžkém brnění.

### Sload
Vzhled podobně obrovští vzpřímeně chodící slimáci. Mají sépiové zabarvení a tmavě zelené oči. Vláčí za sebou ocas. Jsou o dost větší než ostatní rasy. Nedá se přesně určit, kde žijí. Jsou dokonce inteligentnější než Altmeři. Jsou slabí a málo odolní vůči zraněním. Jsou také pomalí kvůli těžkému ocasu, který za sebou musí vláčet
Snaží se studovat nekromancii a destrukci. Sloadi jsou velmi opovrhovaná rasa. Nikoliv však kvůli vzhledu, ale kvůli tomu, že po Tamrielu kdysi rozšířili mor, který vyhubil obrovské množství Císařských.

## Politika
Příklady frakcí, cechů a spolků: Ashlandeři, Čepele, Camonna Tong, Census and Excise, Klan Aundae, Klan Berne, Klan Quarra, Východní císařská společnost, Cech bojovníků, Ruka Almalexia, Rod Dagoth, Rod Hlaalu, Rod Redoran, Rod Telvanni, Císařský kult, Císařská legie, Řád draka, Cech mágů, Morag Tong, Řád Psijiců, Skaal, Šestý rod, Chrám, Cech zlodějů, Kult Talose, Chrám Tribunálu, Dvojitá světla, Temné bratrstvo, Aréna cyrodiilská,Bouřné hávy a mnoho dalších.

### Temné bratrstvo
Temné bratrstvo (anglicky Dark Brotherhood) je fiktivní tajný spolek zabijáků z prostředí světa The Elder Scrolls. Jedná se o velice tajemný spolek, který uctívá dvě hlavní božstva: Matku noci (Night Mother) a "hrůzného otce" jménem Sithis. Jejich hlavní náplní je odebírání lidských životů, námezdně či individuálně. Své členy najímají z řad vrahů a zabijáků tak, že je v noci navštíví s temnou nabídkou o připojení se k tzv. rodině, kde se sdružují všichni začínající vrahové a plní úkoly od vyšších představitelů.
Samotné skupině velí Černá Ruka (The Black Hand), která se skládá z nejoddanějších uctívačů Sithise a Matky noci, tj. čtyř Mluvčích (Speakers) a jednoho Naslouchajícího (Listener). Ten samojediný naslouchá příkazům samotné Matky noci a jejímu temnému našeptávání. Naslouchajícím se může hráč stát v Oblivionu na konci všech úkolů a také ve Skyrimu, kde později dostane úkol zabít císaře Tamrielu.
Temné bratrstvo je sekta postavená mimo zákon, nenávidí ji i prostí lidé. Na rozdíl od Morag Tongu, skupiny zabijáků operující v Morrowindu, nejsou jejich vraždy kryty, a tak je tato skupina nezákonná. S jejich příběhy se setkáme v Daggerfallu, datadisku pro Morrowind, Tribunalu (kde vystupuje hlavní postava jako oběť), v Oblivionu a nakonec i ve Skyrimu.

### Čepele
Čepele (anglicky The Blades) také známá jako Císařská Informační Služba, byla silnou skupinou elitních špionů a šermířů ve službách císaře Tamrielu. Založil je v první éře Reman Cyrodiil. Později se z nich stal elitní pluk šokové síly, zvyklý na dokonalost během bitvy u Sancre Tor. Po Cuhlecainově smrti se Tiber Septim stal císařem a Čepele se stali jeho tělesnými strážci a sloužili císařům Tamrielu až do čtvrté éry. Čepele bojovali v několika válkách v celé historii, nejvíce pozoruhodně krize Oblivionu. Po celém Tamrielu měli tajné pobočky, které shromažďovaly informace o císařových nepřátelích. Rada Starších byla loajální vůči samotnému císaři a neměla nad nimi žádnou moc. Čepele také sloužili na veřejnosti jako císařova osobní stráž.